# Peso hondurien

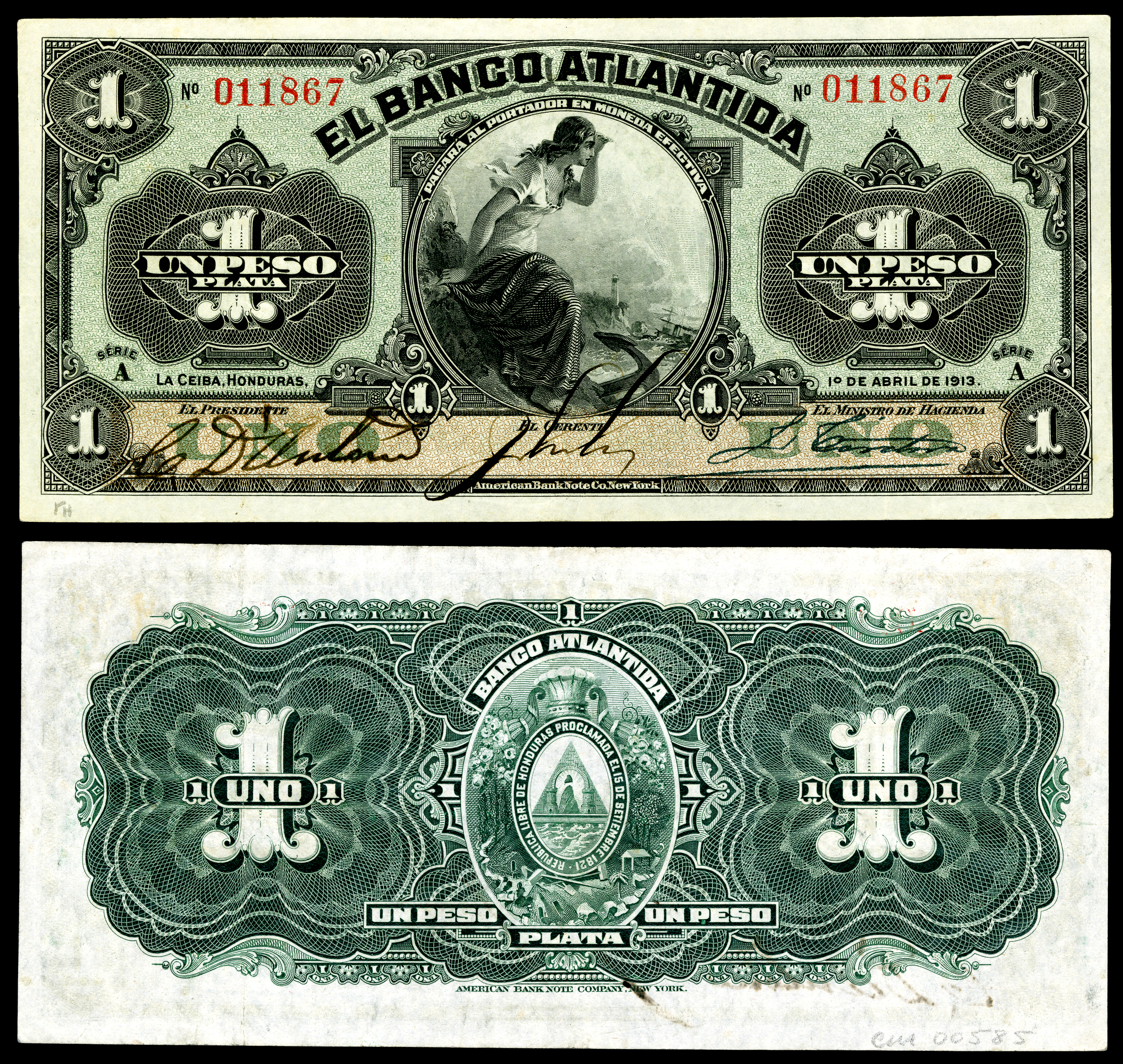
1 peso 1913

Le peso hondurien était la monnaie nationale des Honduras entre 1862 et 1931. 

## Histoire
Elle a été introduite afin de remplacer le réal hondurien (1 peso équivalant à 8 réaux). Au début de son lancement, 1 peso était divisé en 8 réaux (cette subdivision par huit était déjà présente dans la pièce de huit coloniale espagnole, appelée aussi peso, valant huit réaux espagnols). En 1871, la devise a été décimalisée, et le peso fut divisé en 100 centavos. Le peso hondurien a ensuite été remplacé par le lempira hondurien en 1931.

## Pièces
Les premières pièces ont été mises en circulation en 1862. Leur valeur était de 1, 2, 4 et 8 pesos. Entre 1869 et 1871, leur matériau de composition a changé : les pièces sont désormais faites de cupro-nickel et leur valeur est de  ⅛, ¼, ½ et 1 real. Les pièces en argent de 5, 10, 25 et 50 centavos ont été introduites en 1871, date à laquelle la monnaie a été redécimalisée. En 1878, les pièces de 1 centavo sont introduites : elles sont faites de bronze. Les pièces de 2 centavos en bronze et de 1 peso en argent ont été introduites en 1881, tandis que les pièces de 5, 10 et 25 pesos en or ont été ajoutées en 1883 et 1889.

## Billet
En 1886, le premier billet est frappé. La Banque d'Amérique centrale a commencé à produire des billets en 1888, puis c'est le gouvernement hondurien qui prit en charge la production de billets en 1889. Les valeurs des billets étaient de 50 et 100 pesos.